# トレ・カヤ
トレ・カヤ（モンゴル語: Töre Qaya, ? - 1323年）は、大元ウルスに仕えたウイグル人将軍の一人。『元史』では脱烈海牙(tuōlièhǎiyá)と漢字表記される。

## 概要
トレ・カヤの先祖は代々天山ウイグル王国の首都ビシュバリクに居住してきた一族で、トレ・カヤの曾祖父である闊華八撒朮は国王バルチュク・アルト・テギンとともにモンゴル帝国の建国者チンギス・カンに投降した人物であった。闊華八撒朮の息子が八剌朮、その息子が闍里赤、トレ・カヤは闍里赤の息子に当たる。
トレ・カヤは幼い頃から学問を嗜み、長じて大元ウルスに仕えるようになった。隆平県のダルガチに任ぜられた時には学問の振興・勧農政策・土木工事などの政策をなんなくこなしたため、任期を満了してトレ・カヤ去った後に民は碑石に彼の功績を紀したという。トレ・カヤは戸部郎中、右司員外郎、右司郎中を歴任した後、名声を聞きつけた皇太子時代のアユルバルワダに召し出され、秘蔵の経籍や聖賢の図像を与えられるという厚遇を受けた。
1323年（至治3年）には淮東宣慰使とされたが、同年7月に広陵にて67歳で亡くなった。